# Orłowka (obwód czelabiński)
Orłowka (ros. Орловка) – wieś (sieło) w Rosji, w obwodzie czelabińskim, w rejonie kataw-iwanowskim. W 2021 liczyła 302 mieszkańców.